# 葬送用コーン

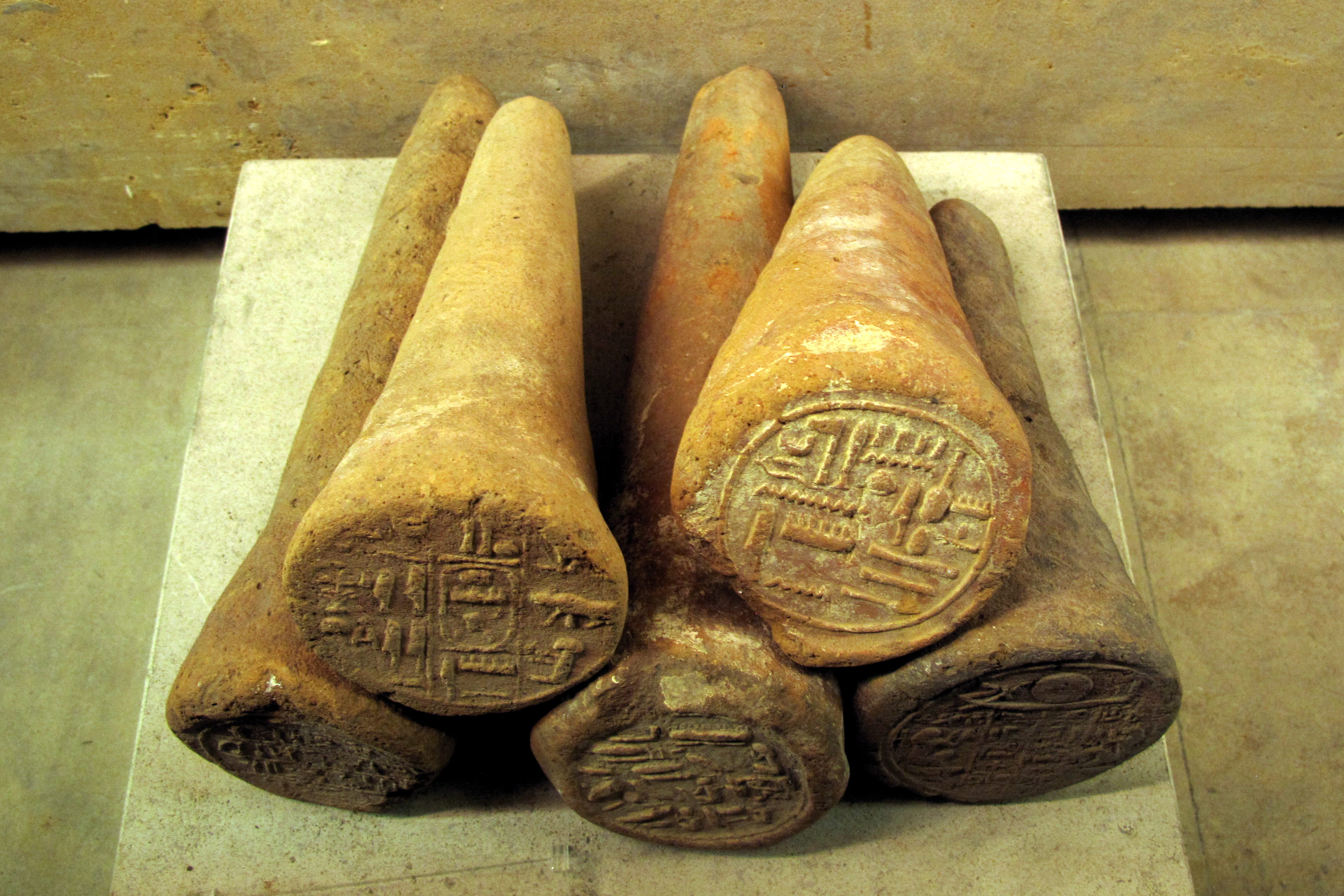
葬送用コーン（新王国時代）

葬送用コーン（そうそうようコーン）とは古代エジプト・新王国時代のルクソールを中心として製作された、円錐形、角錐形の遺物である。貴族の墓の外側から発見され、これまでに600以上もの種類が確認されている。
未だその用途は不明であるが、墓の入口上部に一列に差し込み、墓軒飾りとして使用した説が現在の通説である。